# 270 f.Kr.

## Händelser

### Efter plats

#### Romerska republiken
- Romarnas erövring av Italien avslutas genom återerövrandet av Rhegium (i södra Italien) från mamertinerna, samt besegrandet av bruttierna, lukanerna, kalabrierna och samniterna. Staden Rhegium återbördas av romarna till sina grekiska invånare.

#### Karthago
- Karthago, som redan kontrollerar Sardinien, södra Spanien och Numidien, styrs av en handelsoligarki under två shofeter (huvudmagistrater). Även om Karthago har starka befälhavare, vilar staten på legosoldater (inklusive spanska sådana) för försvaret.

## Födda
- Hamilkar Barkas, grundare av det barkiska Spanien och ledande karthagisk general, som kommer att kämpa mot Rom på Sicilien och i Italien, mot libyerna och legosoldatupproret i Afrika och mot ibererna och kelt-ibererna i Spanien.

## Avlidna
- Marcus Valerius Corvus, romersk krigshjälte (född omkring 370 f.Kr.)
- Manius Curius Dentatus, romersk general, som hade besegrat samniterna och kung Pyrrhus av Epiros
- Arsinoe II, hustru till kung Lysimachos av Thrakien och sedan även hustru till sin bror kung Ptolemaios II Filadelfos av Egypten (född omkring 316 f.Kr.)
- Epikuros, grekisk filosof (död av sjukdom; född 341 f.Kr.)